# 400 meter för herrar i friidrott vid olympiska sommarspelen 1980
400 meter herrar vid olympiska sommarspelen 1980 i Moskva avgjordes 27-30 juli. 

## Medaljörer
| Gren      | Guld                          | Guld  | Silver                     | Silver | Brons                        | Brons |
| 400 meter | Viktor Markin · Sovjetunionen | 44,60 | Rick Mitchell · Australien | 44,84  | Frank Schaffer · Östtyskland | 44,87 |

## Resultat
- Q innebär avancemang utifrån placering i heatet.
- q innebär avancemang utifrån total placering.
- DNS innebär att personen inte startade.
- DNF innebär att personen inte fullföljde.
- DQ innebär diskvalificering.
- NR innebär nationellt rekord.
- OR innebär olympiskt rekord.
- WR innebär världsrekord.
- WJR innebär världsrekord för juniorer
- AR innebär världsdelsrekord (area record)
- PB innebär personligt rekord.
- SB innebär säsongsbästa.

### Final
| Placering | Final                    | Tid   |
| --------- | ------------------------ | ----- |
|           | Viktor Markin (URS)      | 44,60 |
|           | Rick Mitchell (AUS)      | 44,84 |
|           | Frank Schaffer (GDR)     | 44,87 |
| 4.        | Alberto Juantorena (CUB) | 45,09 |
| 5.        | Fons Brijdenbach (BEL)   | 45,10 |
| 6.        | Mike Solomon (TRI)       | 45,55 |
| 7.        | David Jenkins (GBR)      | 45,56 |
| 8.        | Joseph Coombs (TRI)      | 46,33 |

### Semifinaler
- Hölls den 29 juli 1980

| Placering | Heat 1                    | Tid   |
| --------- | ------------------------- | ----- |
| 1.        | Fons Brijdenbach (BEL)    | 45,46 |
| 2.        | Rick Mitchell (AUS)       | 45.48 |
| 3.        | David Jenkins (GBR)       | 45.59 |
| 4.        | Mike Solomon (TRI)        | 45.61 |
| 5.        | Dele Udo (NGR)            | 45.88 |
| 6.        | Nikolaj Tjernetskij (URS) | 45.94 |
| 7.        | Mauro Zuliani (ITA)       | 46.01 |
| 8.        | Karel Kolář (TCH)         | 46.11 |

| Placering | Heat 2                       | Tid   |
| --------- | ---------------------------- | ----- |
| 1.        | Frank Schaffer (GDR)         | 45,47 |
| 2.        | Viktor Markin (URS)          | 45.60 |
| 3.        | Alberto Juantorena (CUB)     | 45.95 |
| 4.        | Joseph Coombs (TRI)          | 45.96 |
| 5.        | Viktor Burakov (URS)         | 45.97 |
| 6.        | Didier Dubois (FRA)          | 46.72 |
| 7.        | Jens Smedegaard Hansen (DEN) | 47.00 |
| 8.        | Alan Bell (GBR)              | 48.50 |

### Kvartsfinaler
| Placering | Heat 1                       | Tid   |
| --------- | ---------------------------- | ----- |
| 1.        | Rick Mitchell (AUS)          | 45,73 |
| 2.        | Fons Brijdenbach (BEL)       | 45.88 |
| 3.        | Jens Smedegaard Hansen (DEN) | 45.89 |
| 4.        | Dele Udo (NGR)               | 46.18 |
| 5.        | Francis Demarthon (FRA)      | 46.38 |
| 6.        | Jozo Alebić (YUG)            | 46.60 |
| 7.        | Charles Lupiya (ZAM)         | 47.67 |
| 8.        | Stefano Malinverni (ITA)     | 47.79 |

| Placering | Heat 2                  | Tid   |
| --------- | ----------------------- | ----- |
| 1.        | Viktor Markin (URS)     | 45,58 |
| 2.        | Joseph Coombs (TRI)     | 45.81 |
| 3.        | Mauro Zuliani (ITA)     | 45.93 |
| 4.        | Alan Bell (GBR)         | 46.17 |
| 5.        | Andrzej Stępień (POL)   | 46.31 |
| 6.        | Eddy De Leeuw (BEL)     | 46.47 |
| 7.        | Derrick Peynado (JAM)   | 46.50 |
| 8.        | Marcel Klarenbeek (NED) | 46.81 |

| Placering | Heat 3                   | Tid   |
| --------- | ------------------------ | ----- |
| 1.        | Frank Schaffer (GDR)     | 46,15 |
| 2.        | Alberto Juantorena (CUB) | 46.23 |
| 3.        | Viktor Burakov (URS)     | 46.23 |
| 4.        | Didier Dubois (FRA)      | 46.60 |
| 5.        | Silver Ayoo (UGA)        | 47.03 |
| 6.        | Bert Cameron (JAM)       | 47.31 |
| 7.        | Glen Cohen (GBR)         | 47.35 |
| 8.        | Jacques Borlée (BEL)     | 47.73 |

| Placering | Heat 4                     | Tid   |
| --------- | -------------------------- | ----- |
| 1.        | David Jenkins (GBR)        | 45,99 |
| 2.        | Mike Solomon (TRI)         | 46.12 |
| 3.        | Karel Kolář (TCH)          | 46.27 |
| 4.        | Nikolaj Tjernetskij (URS)  | 46.30 |
| 5.        | Roberto Tozzi (ITA)        | 46.73 |
| 6.        | Hope Ezeigbo (NGR)         | 46.88 |
| 7.        | Ian Stapleton (JAM)        | 47.64 |
| 8.        | Hussain Ali Nasayyif (IRQ) | 48.50 |

### Omgång 1
| Placering | Heat 1                  | Tid   |
| --------- | ----------------------- | ----- |
| 1.        | David Jenkins (GBR)     | 46,67 |
| 2.        | Karel Kolář (TCH)       | 47.26 |
| 3.        | Francis Demarthon (FRA) | 47.43 |
| 4.        | Eddy De Leeuw (BEL)     | 47.59 |
| 5.        | Charles Dramiga (UGA)   | 48.69 |
| 6.        | Asfaw Deble (ETH)       | 49.77 |

| Placering | Heat 2                   | Tid   |
| --------- | ------------------------ | ----- |
| 1.        | Bert Cameron (JAM)       | 47,54 |
| 2.        | Didier Dubois (FRA)      | 47.57 |
| 3.        | Silver Ayoo (UGA)        | 45.93 |
| 4.        | Charles Lupiya (ZAM)     | 48.49 |
| 5.        | Horia Toboc (ROU)        | 49.90 |
| 6.        | Léopold Hounkanrin (BEN) | 51.04 |
| 7.        | Joseph Ramotshabi (BOT)  | 51.49 |

| Placering | Heat 3                       | Tid   |
| --------- | ---------------------------- | ----- |
| 1.        | Dele Udo (NGR)               | 46,48 |
| 2.        | Joseph Coombs (TRI)          | 46.55 |
| 3.        | Rick Mitchell (AUS)          | 46.63 |
| 4.        | Jens Smedegaard Hansen (DEN) | 47.01 |
| 5.        | Jimmy Massallay (SLE)        | 49.68 |
| 6.        | El-Mehdi Sallah Diab (LBA)   | 49.89 |
| 7.        | Panh Khemanith (LAO)         | 53.74 |

| Placering | Heat 4                 | Tid   |
| --------- | ---------------------- | ----- |
| 1.        | Derrick Peynado (JAM)  | 47,37 |
| 2.        | Fons Brijdenbach (BEL) | 47.72 |
| 3.        | Andrzej Stępień (POL)  | 47.99 |
| 4.        | Glen Cohen (GBR)       | 48.35 |
| 5.        | Régis Tranquille (SEY) | 49.34 |
| 6.        | Mohamed Diakité (GUI)  | 49.59 |

| Placering | Heat 5                | Tid   |
| --------- | --------------------- | ----- |
| 1.        | Viktor Markin (URS)   | 46,88 |
| 2.        | Mike Solomon (TRI)    | 47.24 |
| 3.        | Hope Ezeigbo (NGR)    | 47.46 |
| 4.        | Jacques Borlée (BEL)  | 47.77 |
| 5.        | Mohamed El-Abed (SYR) | 50.47 |
| 6.        | Sahr Kendor (SLE)     | 52.98 |

| Placering | Heat 6                     | Tid   |
| --------- | -------------------------- | ----- |
| 1.        | Jozo Alebić (YUG)          | 47,61 |
| 2.        | Stefano Malinverni (ITA)   | 47.63 |
| 3.        | Ian Stapleton (JAM)        | 47.97 |
| 4.        | Hussain Ali Nasayyif (IRQ) | 48.03 |
| 5.        | Harry Schutling (NED)      | 48.53 |
| 6.        | William Akabi-Davis (SLE)  | 50.80 |

| Placering | Heat 7                    | Tid   |
| --------- | ------------------------- | ----- |
| 1.        | Frank Schaffer (GDR)      | 46,13 |
| 2.        | Viktor Burakov (URS)      | 46.41 |
| 3.        | Alberto Juantorena (CUB)  | 46.69 |
| 4.        | Roberto Tozzi (ITA)       | 47.01 |
| 5.        | Jerzy Pietrzyk (POL)      | 47.18 |
| 6.        | Geraldo José Pegado (BRA) | 48.71 |

| Placering | Heat 8                    | Tid   |
| --------- | ------------------------- | ----- |
| 1.        | Nikolaj Tjernetskij (URS) | 47,04 |
| 2.        | Mauro Zuliani (ITA)       | 47.16 |
| 3.        | Marcel Klarenbeek (NED)   | 47.67 |
| 4.        | Alan Bell (GBR)           | 47.38 |
| 5.        | Oddur Sigurðsson (ISL)    | 47.39 |
| 6.        | Isidoro Hornillos (ESP)   | 47.45 |